# Cremastus tristator
Cremastus tristator là một loài tò vò trong họ Ichneumonidae.